# Petr Pyšek
Petr Pyšek (* 10. února 1958, Karlovy Vary) je botanik a ekolog zabývající se biologickými invazemi. Ve své práci propojuje společenské a biologické vědy tak, aby bylo možné lépe popsat invazivnost rostlin a živočichů. Založil databázi českých a poté i světových invazních rostlin, za což byl v roce 2018 oceněn Cenou Neuron. Je jedním z nejvíce citovaných vědců světa podle databáze Web of Science, publikoval i v prestižních odborných časopisech jako PNAS, Nature a Science. Vystupuje v Stanfordském celosvětovém přehledu 2 % nejcitovanějších vědců (úhrn za celou dosavadní dráhu).

## Život
Pochází z botanické rodiny – jeho otec docent Antonín Pyšek (1929–2002) byl předním odborníkem na ruderální a synantropní flóru v celoevropském měřítku a jeho výzkum přinášel důležité poznatky například k procesům rekultivace těžebních prostor a výsypek. Petr Pyšek vystudoval v roce 1982 magisterský obor na Přírodovědecké fakultě Univerzity Karlovy se specializací na geobotaniku, Rostlinným invazím se začal plně věnovat až při stáži v britském Oxfordu v roce 1991. Později získal titul docent v oblasti botaniky a v roce 2009 i titul profesor ekologie opět na PřF UK. Od roku 1996 je zaměstnancem Botanického ústavu AV ČR v Průhonicích a od roku 2004 pak vedoucím tamního Oddělení ekologie invazí, které založil. Působí také na Katedře ekologie PřF UK. Od roku 1999 je vedoucím redaktorem odborného časopisu Preslia, který dosahuje mezi českými odbornými periodiky nejvyššího impakt faktoru.
S manželkou Janou, která je zahradní architektka, má dvě dcery. Obě jeho děti se věnují biologickým oborům – mladší dcera Klára se věnuje zoologii a ekologii a starší Barbora fyzioterapii. Profesor Pyšek je fanouškem rocku a rock’n’rollu, ze sportu fotbalu a mezi jeho oblíbené seriály patří třeba Městečko Twin Peaks nebo Červený trpaslík. 

## Dílo
Publikoval již stovky odborných článků a několik knih s tematikou biologických invazí. V rámci výzkumného projektu pod názvem DAISIE (zkratka z "Delivering Alien Invasive Species Inventories for Europe") vytvořil v kooperaci s dalšími odborníky evropskou databázi invazních druhů European Database of Alien Species. Na základě získaných dat pak v roce 2009 vyšla k projektu i kniha The Handbook of Alien Species in Europe. Je také jedním z autorů světové databáze invazních druhů GloNAF, která vznikla v roce 2015. Spolu s kolegou Janem Perglem se podíleli na významné globální analýze rozšíření invazních a nepůvodních druhů zjišťující, která místa jsou jejich introdukcí celosvětově nejvíce ohrožená. S dcerou Klárou studuje i přírodní společenstva v Krugerově národním parku v Jihoafrické republice.